# Bhilali jezik
Bhilali jezik (bhilala; ISO 639-3: bhi), jedan od centralnih indoarijskih jezika podskupine bhil, kojim govori 1 150 000 ljudi (2000) u indijskim državama Madhya Pradesh, Maharashtra, Gujarat, Karnataka i Rajasthan.
Etnička grupa zove se Bhilala. Dijalektom parya bhilali govori 25 000 do 50 000 ljudi

## Vanjske poveznice
- Ethnologue (14th)
- Ethnologue (15th)